# سالکو
سالکو (انگلیسی: Sèleco) شرکت الکترونیک ایتالیایی است، که در سال ۱۹۶۵ تأسیس شد.